# Fetească Neagră
Fetească Neagră (deutsch Schwarze Mädchentraube) ist eine Rotweinsorte aus Rumänien und wird vielfach als die hochwertigste des Landes bezeichnet. Der Herkunftsort soll um die Stadt Uricani im Tal des Pruth liegen. Sie ist eng mit der Fetească Albă verwandt und wird vornehmlich in dem südlichen Bereich des Landes, in Moldova, Muntenia, Oltenia, Banat und Dobrogea angebaut. Fetească Neagră ist eine alte, autochthone Rebsorte, die sowohl trockene bis süße Rotweine mit mittlerem bis hohem Alkoholgehalt hervorbringt. Der Wein ist im Glas tiefrot mit rubinfarbenen Reflexen. Er ist sehr kräftig mit Johannisbeeranklang und gutem Alterungspotential, das ihn milder werden lässt. Entsprechend hochwertige Erzeugnisse können daraus hergestellt werden.

## Ampelographie
In der Ampelographie wird der Habitus folgendermaßen beschrieben: Die Trauben sind meist in der Form eines großen konischen Zylinders geformt und haben seitliche Verästelungen. Die kugelrunden Beeren sind schwarz-violett und haben eine dicke Haut sowie saftiges Fruchtfleisch. Wegen ihrer harten Schale sind sie als Tafeltrauben ungeeignet. Die Beeren sind dick und sitzen zusammen und meist auch hintereinander. Ihr Saft ist farblos.
Die extrem trocken- und kälteresistenten Reben (bis −24 °C) haben eine kurze Wachstums- und Reifeperiode, verlangen keinen gehaltvollen Boden. Als ideal wird Kalkverwitterungsboden genannt. Sie sind empfänglich für Mehltau und Grauschimmel. Die Fruchtbarkeit der Sprößlinge liegt nur bei etwa ein Drittel.

## Weinwirtschaft
Die Anbaufläche in seinem Mutterland wird auf 1000 ha geschätzt. Seine hohe Qualität macht ihn inzwischen auch in anderen Ländern beliebt. Inzwischen wird die Traube auch in der Ukraine, in Ungarn, Moldawien und Bulgarien sowie in Frankreich angebaut.  Synonyme sind Poama Coada Rindunicii, Fekete Leanika, Fetei Neagra, Fetjaska Neagra, Leanyka Fekete, Schwarze Mädchentraube, Pasareasca Neagra und Peseryaske Nyagre.
Fetească Neagră wird zumeist im Barrique oder großen Holzfass ausgebaut, das dem Wein eine große Fülle von Sekundäraromen verleiht. Neben Vanilletönen sind dies vor allem Röstaromen. Ein gutes Säure- und Tanningerüst geben dem Wein eine gute Struktur und eine lange Lagerfähigkeit.